# Nečtiny
Nečtiny (en allemand : Netschetin) est une commune du district de Plzeň-Nord, dans la région de Plzeň, en République tchèque. Sa population s'élevait à 607 habitants en 2022.

## Géographie
Nečtiny se trouve à 6 km à l'ouest-sud-ouest de Manětín, à 31 km au nord-ouest de Plzeň et à 92 km à l'ouest-sud-ouest de Prague.
La commune est limitée par Bezvěrov au nord-ouest, par Manětín au nord-est et à l'est, par Horní Bělá, Zahrádka et Úněšov au sud, et par Krsy à l'ouest.

## Histoire
La première mention écrite de la localité date de 1169.

## Administration
La commune se compose de douze sections :
- Březín
- Čestětín
- Doubravice
- Hrad Nečtiny
- Jedvaniny
- Kamenná Hora
- Leopoldov
- Lešovice
- Nečtiny
- Nové Městečko
- Plachtín
- Račín

## Galerie

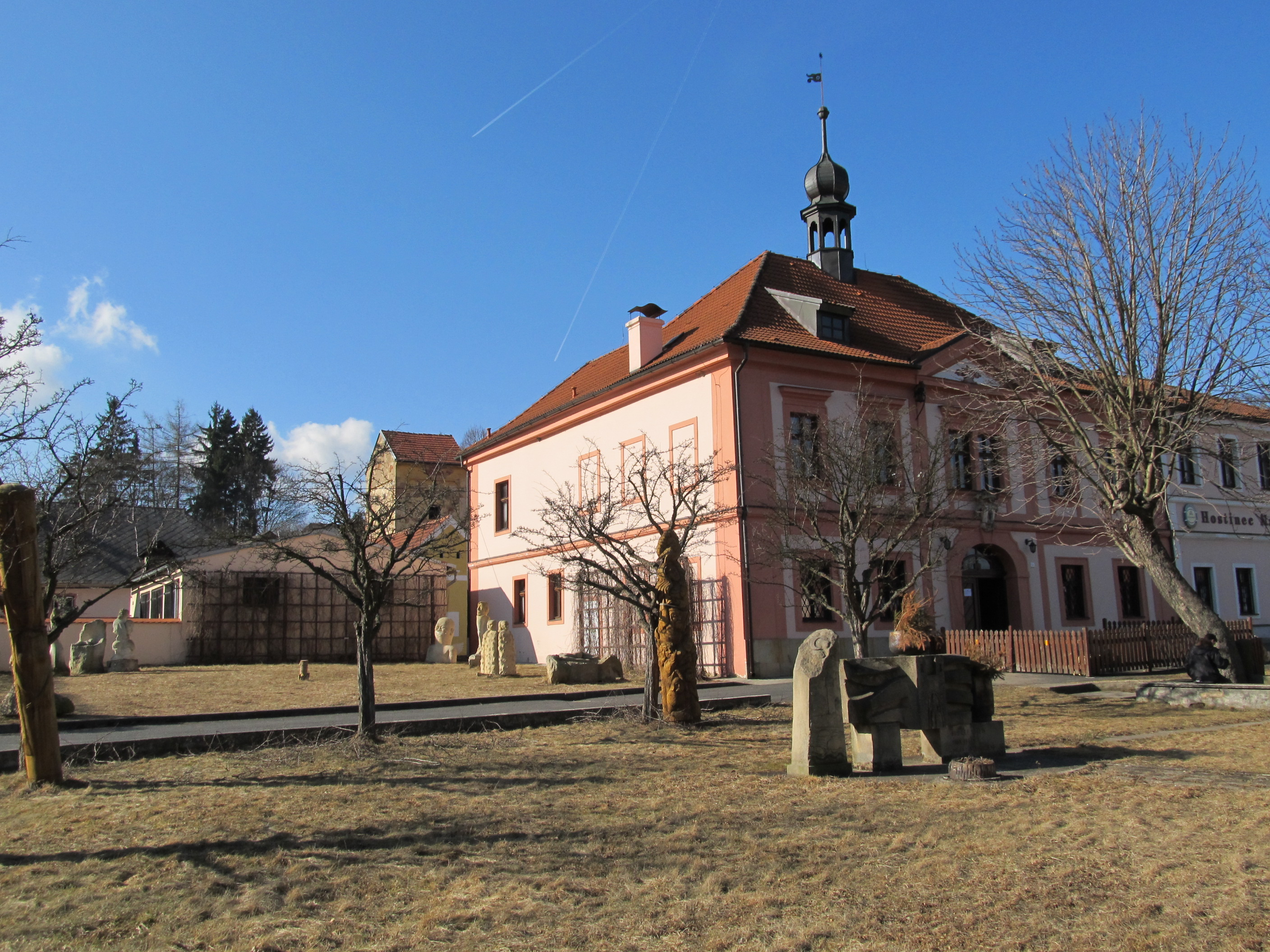
Nečtiny : hôtel de ville.
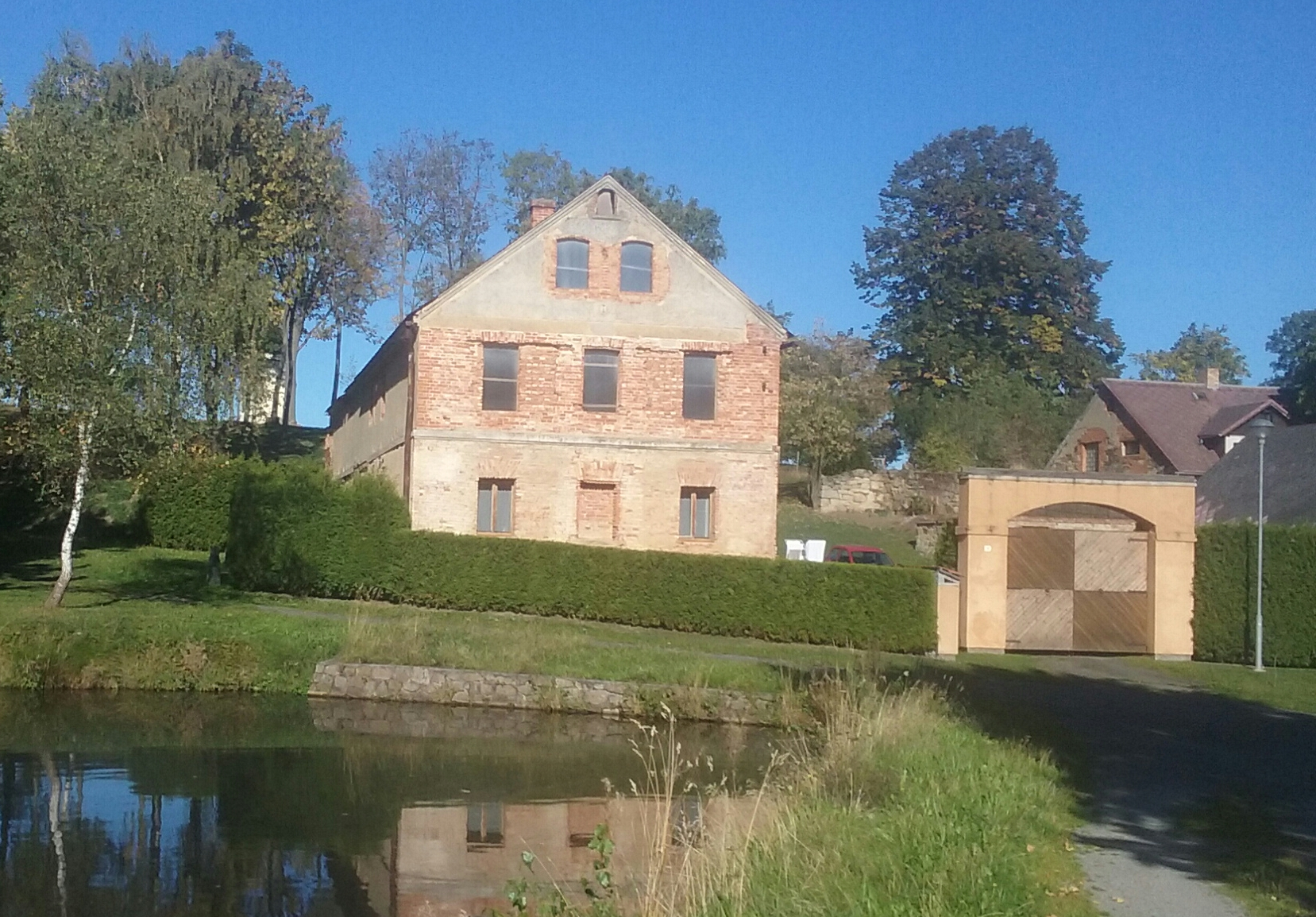
Čestětín.

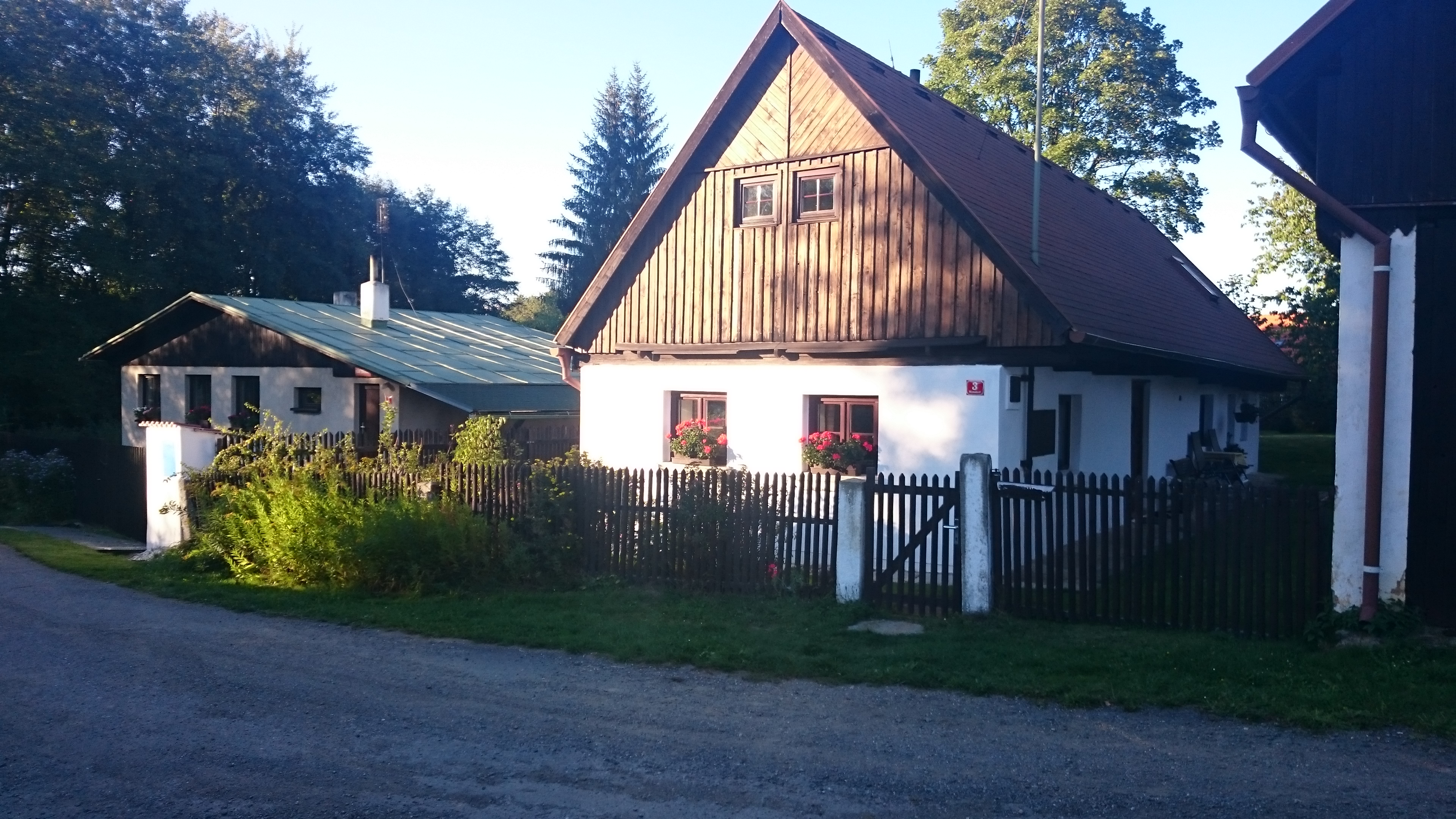
Chalet à Jedvaniny.
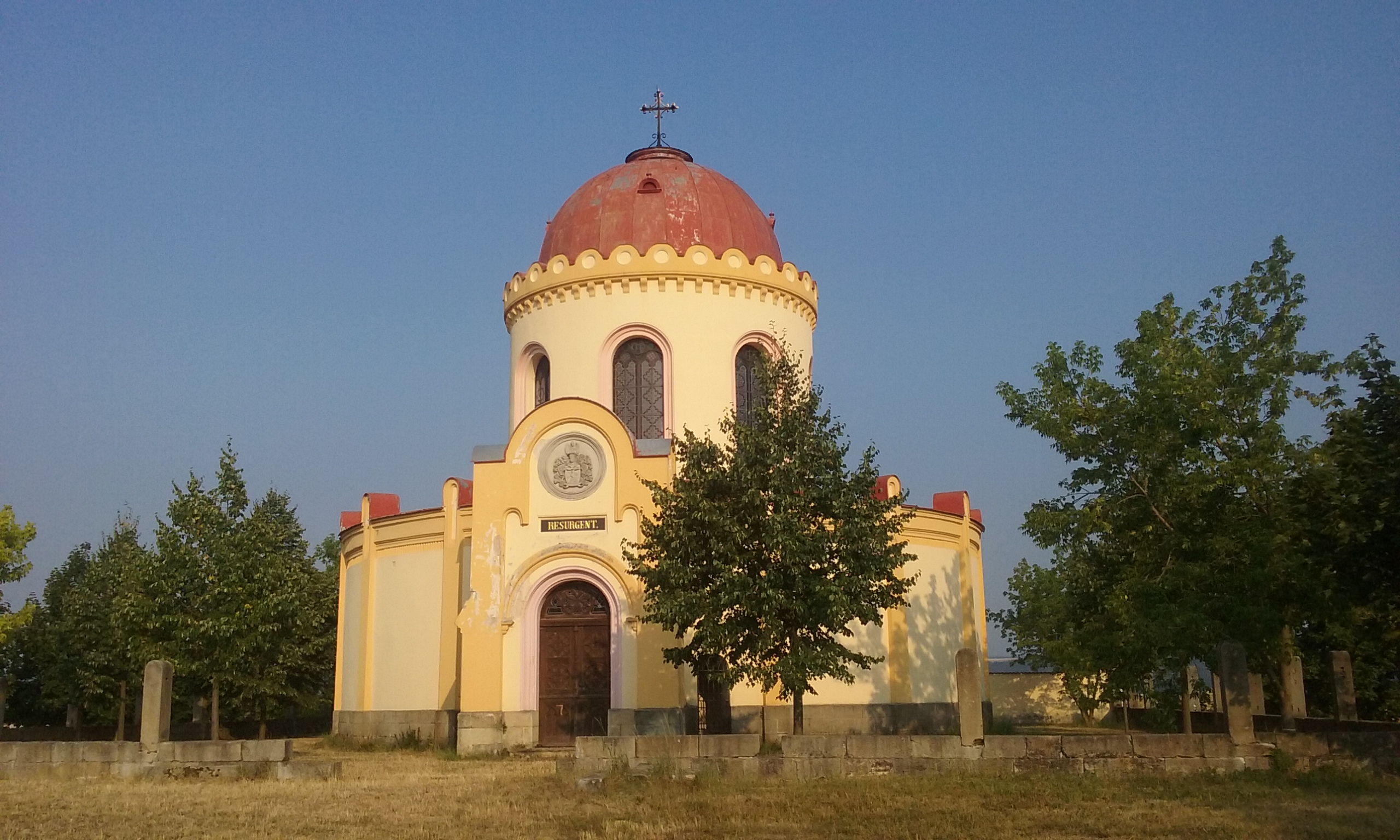
Nečtiny : chapelle Sainte-Thérèse.

## Transports
Par la route, Nečtiny se trouve à 19 km de Toužim, à 36 km de Plzeň et à 116 km de Prague. 